# A szajré
A szajré (eredeti cím: The Score) 2001-ben bemutatott bűnügyi film. Rendezője Frank Oz, a főszerepekben Robert De Niro, Edward Norton, Angela Bassett és Marlon Brando látható.
Ez volt az utolsó film, amelyben Marlon Brando látható, és az egyetlen, amelyben De Niróval játszott. (Érdekesség, hogy mindketten megformálták Vito Corleone alakját A Keresztapa, illetve a A Keresztapa II. című filmekben, amiért mindketten Oscar-díjat kaptak).
A forgatókönyvet Daniel E. Taylor története alapján az Emmy-díj-as Kario Salem írta.
Magyarországi bemutatója 2001. október 25-én volt.

## Cselekménye
Miután majdnem rajtaveszt egy rutinszerű betörésen, Nick Wells (Robert De Niro) úgy dönt, hogy ideje visszavonulnia, és elég lesz a dzsesszklubja ügyeit intézni. Nick légikísérő barátnője, Diane (Angela Bassett) támogatja ebben, különösen azután, hogy Nick megkéri a kezét. Amikor azonban meghallja, hogy Nick még egy utolsó akciót tervez, elbizonytalanodik, ezt ugyanis az évek során már többször hallotta.  Nick megbízója,  Max (Marlon Brando) egy utolsó nagy dobást kínál neki. A munka Nick számára 4 millió dollárt jövedelmez majd. Egy értékes francia jogart kellene ellopnia a montréali vámház épületéből, amit illegálisan csempésztek be Kanadába egy zongora lábában. A hajóút során a fát rovarok támadták meg, ezért a zongorát el akarják tüzelni, és csak azért menekül meg a jogar az elolvadástól, mert Jack Teller (Edward Norton) ekkor már a helyszínen mint beépített ember dolgozik, és felhívja a többiek figyelmét a csillogó tárgyra. A tárgyat ezután a montreali vámház épületében, az alagsorban tárolják.
Nick felméri a terepet, és a kockázatok mérlegelésével 6 milliót kér, amit Max megígér neki, ő ugyanis 30 milliót remél a jogarért kapni, amit tartozásai rendezésére kell fordítania.
Jack Teller már három hete a vámházban dolgozik, mint takarító, akit egy esélyegyenlőségi program keretében vettek fel. Jack neve itt „Brian”, aki mentálisan sérültnek látszik. Jack hozzá tud férni a helyiségek kulcsaihoz és a biztonsági rendszer működéséről is értékes információkkal rendelkezik. A biztonsági kamerák kódjainak megszerzéséhez azonban szükség van egy Steven (Jamie Harrold) nevű hackerre, Nick haverjára, aki be tud törni a vámház számítógépes rendszerébe.
Steven ténykedését megakadályozza a vámház rendszeradminisztrátora, aki azonban hajlandónak mutatkozik 50 000 dollárért kiszolgáltatni a kódokat.
További nehézséget okoz, amikor a vámház szakértője felismeri a jogar értékét és ezért azt egy külön páncélszekrényben tárolják, és külön erre a célra beállított biztonsági kamera figyeli.
Nick a csatornarendszeren keresztül jut be a vámház egyik helyiségébe, miközben Jack a kódok ismeretében kikapcsolja a biztonsági kamerákat.
„Brian” idősebb kollégája aggódik a fiú távolléte miatt, ezért keresni kezdi. Amikor megtalálja, Jack fegyvert szegez rá, és egy helyiségbe zárja.
Nick az egyébként feltörhetetlen és megfúrhatatlan széfet vízzel tölti meg, amiben robbanószert robbant, ez leszakítja a széf ajtaját. Miután megtalálja és elpakolja a jogart (több más tárgyat a széfben hagy) Nick szembesül azzal, hogy Jack fegyvert szegez rá, és a jogar átadását követeli. Mivel kevés idejük van egyezkedésre, és Jack kétszer is figyelmeztető lövést ad le, Nick átadja a hengeres tokban tárolt tárgyat Jacknek. Ekkor megszólal a riasztó és újra működnek a kamerák, ezért Nick sietősen az előre eltervezett útvonalon, a csatorna felé távozik, Jack pedig visszavedlik „gyogyós” Brienné, és a zűrzavart kihasználva, de az őrök tudtával a főbejáraton távozik, miközben kommandósok érkeznek a helyszínre.
Jack egy előre elkészített helyen átöltözik, majd a buszpályaudvarra megy. Közben felhívja Nicket telefonon, aki addigra szintén biztonságosan kijutott az épületből. Jack elmondja neki, hogy több tiszteletet kellett volna kapnia Nicktől, akkor nem verte volna át. Azonban amikor ellenőrzi a csomagját, kiderül, hogy Nick számított erre, és egy jogarhoz hasonló tárgyat adott át neki.
Figyelmezteti Jacket, hogy a város összes rendőre a nyomában van, Nick egy motorcsónakkal és az igazi jogarral távozik. Később Max látja a tévében hírt, hogy egy nagyszabású betörés tettesét, Jacket nagy erőkkel keresi a rendőrség, a másik elkövető ismeretlen. Nick a repülőtéren találkozik Diane-nel, amikor az visszatér a munkájából.

## Szereplők
- Robert De Niro mint Nick Wells (Végvári Tamás); kiöregedő tolvaj, aki egy utolsó nagy dobás után akar visszavonulni
- Edward Norton mint Jack Teller (Stohl András); fiatal, tehetséges tolvaj, aki tiszteletet kíván magának kiharcolni – a tett helyszínén beépített emberként, álcázva dolgozik
- Marlon Brando mint Max (Gruber Hugó); az orgazda, aki Nicknek megszervezi a munkákat
- Angela Bassett mint Diane (Fehér Anna); Nick légi-kísérő barátnője
- Gary Farmer mint Burt (Faragó András); Nick alkalmi testőre
- Jamie Harrold mint Steven (?); hacker, Nick ismerőse, aki betör a rendszerbe
- Richard Waugh mint Sapperstien (Kapácsy Miklós); a vámházba telepített IronClad Security hálózat rendszeradminisztrátora
- Jean-René Ouellet mint André (Kajtár Róbert); a vámház biztonsági főnöke
- Paul Soles mint Danny (Izsóf Vilmos)
- Serge Houde mint Laurent (Kardos Gábor)
- Drainville Martin mint Jean-Claude (?)
- Claude Despins mint Albert (?)
- Mark Camacho mint Eric (?); Sapperstein unokatestvére

## A film készítése
A film készítése során Marlon Brando többször vitatkozott Frank Ozzal, és ilyenkor „Miss Piggy”-nek nevezte (utalva ezzel Oz egyik korábbi munkájának szereplőjére, lásd: Muppet-show). Oz később hibáztatta magát a kialakult feszültség miatt, és elismerte, hogy hajlamos a konfrontációra, ahelyett, hogy alkalmazkodott volna Brando játékstílusához.
A De Niro és Brando közötti párbeszédek nagy része rögtönzés volt.
Edward Norton azt nyilatkozta, hogy nem nagyon tetszett neki a forgatókönyv, és csak azért vállalta el a szerepet, hogy De Niro és Brando partnereként dolgozhasson. Hozzátette: „Akkor is tetszett volna a forgatókönyv, ha a három szereplő a montreali telefonkönyvet olvassa fel, ha a másik két színész Brando és De Niro"”.
Ez a film volt Brando utolsó befejezett filmje 2004-es halála előtt. Két évvel halála után még megjelent a Superman visszatér című filmben, amihez a jeleneteket már korábban felvették, ebben mint Superman apja (Jor-El) szerepelt. Ezt a szerepet játszotta az eredeti, 1978-as Superman-ben és annak 1980-as folytatásában, a Superman II-ben is.

## Fogadtatás
A film többnyire pozitív visszajelzéseket kapott. A Rotten Tomatoes 128 filmkritikus véleménye alapján 73%-ra értékelte. Peter Travers, a Rolling Stone filmkritikusa rámutatott, hogy egy olyan filmtől, amiben két „Don Corleone” játszik együtt, azt várja az ember, hogy „olyan filmet fog látni, amire azt lehet mondani: ezt a két pasast akkor is megnézem, ha a telefonkönyvet olvassák fel”. Ehelyett azonban: „Semmi olyan nem történik a filmben, amit ne lehetne előre látni, a váratlan befejezést is beleértve.”  „Kerítsenek gyorsan egy telefonkönyvet” teszi hozzá, utalva ezzel Norton korábbi nyilatkozatára.
Roger Ebert, a Chicago Sun-Times filmkritikusa 3,5 csillagot adott a lehetséges 4-ből, hozzátéve: „az utóbbi idők legjobb tolvajlásos filmje”.
Frank Oz a DVD kommentárjában védelmébe vette a filmkészítés során felvállalt kockázatot. Ezek közé tartozott, hogy egy nem teljesen befejezett forgatókönyvvel kezdték meg a forgatást.
A 2001. július 13-i kezdés után a 68 millió dollárba kerülő film 71 millió dollár bevételt hozott a hazai mozikban, a nemzetközi bevételekkel együtt 113 579 918 dollárt ért el.
Angela Bassett NAACP-díjat kapott a „Legjobb női mellékszereplő” kategóriában Diane szerepéért.

## Fordítás
Ez a szócikk részben vagy egészben  a   The Score (film) című angol Wikipédia-szócikk fordításán alapul.  Az eredeti cikk szerkesztőit annak laptörténete sorolja fel. Ez a jelzés csupán a megfogalmazás eredetét és a szerzői jogokat jelzi, nem szolgál a cikkben szereplő információk forrásmegjelöléseként.